# Sphenomorphus tanneri
Espèce
Statut de conservation UICN

 LC  : Préoccupation mineure
Sphenomorphus tanneri est une espèce de sauriens de la famille des Scincidae.

## Répartition
Cette espèce se rencontre dans l'archipel Bismarck et dans l'archipel des îles Salomon.

## Étymologie
Cette espèce est nommée en l'honneur de Charles Tanner (1911-1996).

## Publication originale
- Greer & Parker, 1967 : A new scincid lizard from the northern Solomon Islands. Breviora, no 275, p. 1-20 (texte intégral).